# Dactylorhiza flixensis
Dactylorhiza flixensis är en orkidéart som först beskrevs av Gsell, och fick sitt nu gällande namn av Károly Rezsö Soó von Bere. Dactylorhiza flixensis ingår i Handnyckelsläktet som ingår i familjen orkidéer. Inga underarter finns listade i Catalogue of Life.